# Lathropus
Lathropus – rodzaj chrząszczy z rodziny Laemophloeidae. Zamieszkuje Europę i obie Ameryki.

## Morfologia
Chrząszcze o silnie grzbietobrzusznie spłaszczonym ciele nie przekraczającym 2 mm długości. Cały oskórek jest matowy i niemal nagi. Obecne na wierzchu ciała szczecinki są rozdwojone.
Głowa jest mała, mocno zwężona ku przodowi, pozbawiona wyraźnych bocznych rowków (są one zatarte wśród grubej rzeźby) i żeberek przyocznych. Nadustek nie jest odgraniczony od czoła poprzecznym rowkiem epistomalnym. Krótkie, po rozprostowaniu sięgające ku tyłowi tylko do połowy długości przedplecza czułki u obu płci wieńczy wyraźna, smukła, trójczłonowa buławka. Nóżka czułka jest zwykle masywniejsza i dłuższa niż człon następny. Wierzchołkowe narządy zmysłowe (sensilla) na członach dziewiątym i dziesiątych rozmieszczone są w pełnych obrączkach.
Przedplecze ma wciski na dysku i zazwyczaj od trzech do czterech par zaokrąglonych ząbków na krawędziach bocznych. Linie sublateralne przedplecza są żeberkowato wyniesione ponad jego powierzchnię. Pokrywy nie mają żeberek, występują zaś na ich powierzchni wyraźne rzędy punktów większych, a międzyrzędy są drobno punktowane i pomarszczone. Komórki pokryw nie są dobrze zaznaczone; na każdą z nich przypadają dwa rzędy punktów i pięć szeregów szczecinek. Panewki bioder przednich otwarte są od tyłu, a bioder środkowych zamknięte po bokach przez elementy śródpiersia i zapiersia. U obu płci odnóża wszystkich par mają pięcioczłonowe stopy.

## Ekologia i występowanie
Zarówno larwy, jak i osobniki dorosłe są mykofagami, żerującymi na owocnikach grzybów z typu workowców, między innymi z rodzaju Diplodia. Często współwystępują z kornikowatymi.
Przedstawiciele rodzaju znani są z krain: palearktycznej, nearktycznej i neotropikalnej. W faunie europejskiej mają jednego reprezentanta, podawanego również z Polski L. sepicola. Pozostałe gatunki rozmieszczone są w Nowym Świecie od Kalifornii i północno-wschodniej Ameryki Północnej przez Amerykę Centralną i Karaiby po Amerykę Południową, gdzie na południe sięgają po Boliwię.

## Taksonomia
Takson ten wprowadzony został w 1846 roku przez Wilhelma Ferdinanda Erichsona. Obejmuje następujące gatunki:
- Lathropus chickcharnie Thomas, 2010
- Lathropus jamaicensis Thomas, 2010
- Lathropus latebricola Lea, 1910
- Lathropus minimus Champion, 1913
- Lathropus parvulus Grouvelle, 1878
- Lathropus pictus Schwarz, 1878
- Lathropus postocularis Lea, 1910
- Lathropus pubescens Casey, 1910
- Lathropus rhabdophloeoides Thomas, 2010
- Lathropus robustulus Casey, 1916
- Lathropus sepicola (Müller in Germarr, 1821)
- Lathropus striatus Casey, 1916
- Lathropus strigiceps Lea, 1910
- Lathropus vernalis Casey, 1869